# 水源乡 (修水县)
水源乡，是中华人民共和国江西省九江市修水县下辖的一个乡镇级行政单位。

## 行政区划
水源乡下辖以下地区：
石新村、绣墩村、街口村、南边村、中塅村、尖岭村、梅田村和石泉村。